# Thành phố Benin
Thành phố Benin là một thành phố và là thủ phủ của Bang Edo ở miền nam Nigeria. Nó nằm cách sông Benin khoảng 40 kilômét (25 mi) về phía bắc, cách Lagos chừng 320 kilômét (200 mi) về phía đông theo đường bộ. Benin là trung tâm của nền công nghiệp cao su Nigeria, dù sản xuất dầu cọ cũng là một phần quan trọng trong nền kinh tế truyền thống.

## Khí hậu
Kiểu khí hậu chính ở thành phố Benin là xavan (Aw), tiếp giáp với nhiệt đới gió mùa (Am).
| Dữ liệu khí hậu của thành phố Benin | Dữ liệu khí hậu của thành phố Benin | Dữ liệu khí hậu của thành phố Benin | Dữ liệu khí hậu của thành phố Benin | Dữ liệu khí hậu của thành phố Benin | Dữ liệu khí hậu của thành phố Benin | Dữ liệu khí hậu của thành phố Benin | Dữ liệu khí hậu của thành phố Benin | Dữ liệu khí hậu của thành phố Benin | Dữ liệu khí hậu của thành phố Benin | Dữ liệu khí hậu của thành phố Benin | Dữ liệu khí hậu của thành phố Benin | Dữ liệu khí hậu của thành phố Benin | Dữ liệu khí hậu của thành phố Benin |
| Tháng                               | 1                                   | 2                                   | 3                                   | 4                                   | 5                                   | 6                                   | 7                                   | 8                                   | 9                                   | 10                                  | 11                                  | 12                                  | Năm                                 |
| ----------------------------------- | ----------------------------------- | ----------------------------------- | ----------------------------------- | ----------------------------------- | ----------------------------------- | ----------------------------------- | ----------------------------------- | ----------------------------------- | ----------------------------------- | ----------------------------------- | ----------------------------------- | ----------------------------------- | ----------------------------------- |
| Cao kỉ lục °C (°F)                  | 34.4 (93.9)                         | 36.1 (97.0)                         | 36.1 (97.0)                         | 35.6 (96.1)                         | 35.0 (95.0)                         | 33.3 (91.9)                         | 31.7 (89.1)                         | 31.1 (88.0)                         | 32.8 (91.0)                         | 32.8 (91.0)                         | 34.4 (93.9)                         | 34.4 (93.9)                         | 36.1 (97.0)                         |
| Trung bình ngày tối đa °C (°F)      | 31.9 (89.4)                         | 33.3 (91.9)                         | 33.0 (91.4)                         | 32.4 (90.3)                         | 31.6 (88.9)                         | 29.9 (85.8)                         | 27.9 (82.2)                         | 27.9 (82.2)                         | 28.8 (83.8)                         | 30.3 (86.5)                         | 31.8 (89.2)                         | 32.0 (89.6)                         | 30.9 (87.6)                         |
| Trung bình ngày °C (°F)             | 25.8 (78.4)                         | 26.7 (80.1)                         | 26.7 (80.1)                         | 26.4 (79.5)                         | 25.9 (78.6)                         | 24.9 (76.8)                         | 23.8 (74.8)                         | 23.7 (74.7)                         | 24.3 (75.7)                         | 25.0 (77.0)                         | 25.9 (78.6)                         | 25.7 (78.3)                         | 25.4 (77.7)                         |
| Tối thiểu trung bình ngày °C (°F)   | 21.4 (70.5)                         | 22.1 (71.8)                         | 22.6 (72.7)                         | 22.6 (72.7)                         | 22.6 (72.7)                         | 21.9 (71.4)                         | 21.6 (70.9)                         | 21.2 (70.2)                         | 21.8 (71.2)                         | 21.8 (71.2)                         | 22.1 (71.8)                         | 21.2 (70.2)                         | 21.9 (71.4)                         |
| Thấp kỉ lục °C (°F)                 | 12.8 (55.0)                         | 13.3 (55.9)                         | 18.3 (64.9)                         | 19.4 (66.9)                         | 19.4 (66.9)                         | 18.3 (64.9)                         | 16.7 (62.1)                         | 16.1 (61.0)                         | 18.9 (66.0)                         | 18.9 (66.0)                         | 15.6 (60.1)                         | 14.4 (57.9)                         | 12.8 (55.0)                         |
| Lượng mưa trung bình mm (inches)    | 18 (0.7)                            | 33 (1.3)                            | 97 (3.8)                            | 168 (6.6)                           | 213 (8.4)                           | 302 (11.9)                          | 320 (12.6)                          | 211 (8.3)                           | 318 (12.5)                          | 241 (9.5)                           | 76 (3.0)                            | 15 (0.6)                            | 2.012 (79.2)                        |
| Số ngày mưa trung bình (≥ 0.3 mm)   | 2                                   | 4                                   | 9                                   | 12                                  | 16                                  | 20                                  | 23                                  | 19                                  | 25                                  | 21                                  | 7                                   | 2                                   | 160                                 |
| Độ ẩm tương đối trung bình (%)      | 84                                  | 81                                  | 84                                  | 85                                  | 87                                  | 90                                  | 93                                  | 92                                  | 91                                  | 89                                  | 86                                  | 84                                  | 87                                  |
| Số giờ nắng trung bình tháng        | 179.8                               | 178.0                               | 173.6                               | 177.0                               | 176.7                               | 144.0                               | 99.2                                | 89.9                                | 81.0                                | 148.8                               | 192.0                               | 213.9                               | 1.853,9                             |
| Số giờ nắng trung bình ngày         | 5.8                                 | 6.3                                 | 5.6                                 | 5.9                                 | 5.7                                 | 4.8                                 | 3.2                                 | 2.9                                 | 2.7                                 | 4.8                                 | 6.4                                 | 6.9                                 | 5.1                                 |
| Nguồn: Deutscher Wetterdienst       |                                     |                                     |                                     |                                     |                                     |                                     |                                     |                                     |                                     |                                     |                                     |                                     |                                     |

## Giao thông
Thành phố có sân bay Benin, được sử dụng bởi các hãng hàng không Arik Air, Air Peace và Azman.